# Nunatak Bosicio
Nunatak Bosicio är en nunatak i Antarktis, det vill säga ett berg som sticker upp ur den omgivande glaciären. Den ligger i Västantarktis. Argentina, Chile och Storbritannien gör anspråk på området. Toppen på Nunatak Bosicio är 120 meter över havet.
Terrängen runt Nunatak Bosicio är kuperad åt nordväst, men platt åt sydost. Trakten är obefolkad och det finns inga samhällen i närheten. 